# Vela ai Giochi della XVIII Olimpiade
Le regate dei XVIII Giochi olimpici si sono svolte nei giorni dal 12 al 21 ottobre 1964 nella Baia di Sagami, con base a Enoshima.
Come a Roma 1960 si sono disputati 5 eventi.

## Podi
| Evento                     | Oro                                                      | Argento                                             | Bronzo                                                        |
| Finn (dettagli)            | Wilhelm Kuhweide                                         | Peter Barrett                                       | Henning Wind                                                  |
| Flying Dutchman (dettagli) | Nuova Zelanda Earle Wells Helmer Pedersen                | Gran Bretagna Franklyn Musto Arthur Morgan          | Stati Uniti Harry Melges William Bentsen                      |
| Star (dettagli)            | Bahamas Durward Knowles Cecil Cooke                      | Stati Uniti Richard Stearns Lynn Williams           | Svezia Pelle Pettersson Holger Sundström                      |
| Dragone (dettagli)         | Danimarca Ole Berntsen Christian von Bülow Ole Poulsen   | Germania Peter Ahrendt Ulrich Mense Wilfried Lorenz | Stati Uniti Lowell North Charles Rogers Richard Deaver        |
| 5,5 metri (dettagli)       | Australia William Northam James Sargeant Peter O'Donnell | Svezia Lars Thörn Arne Karlsson Sture Stork         | Stati Uniti John J. McNamara Francis Scully Joseph Batchelder |

## Medagliere

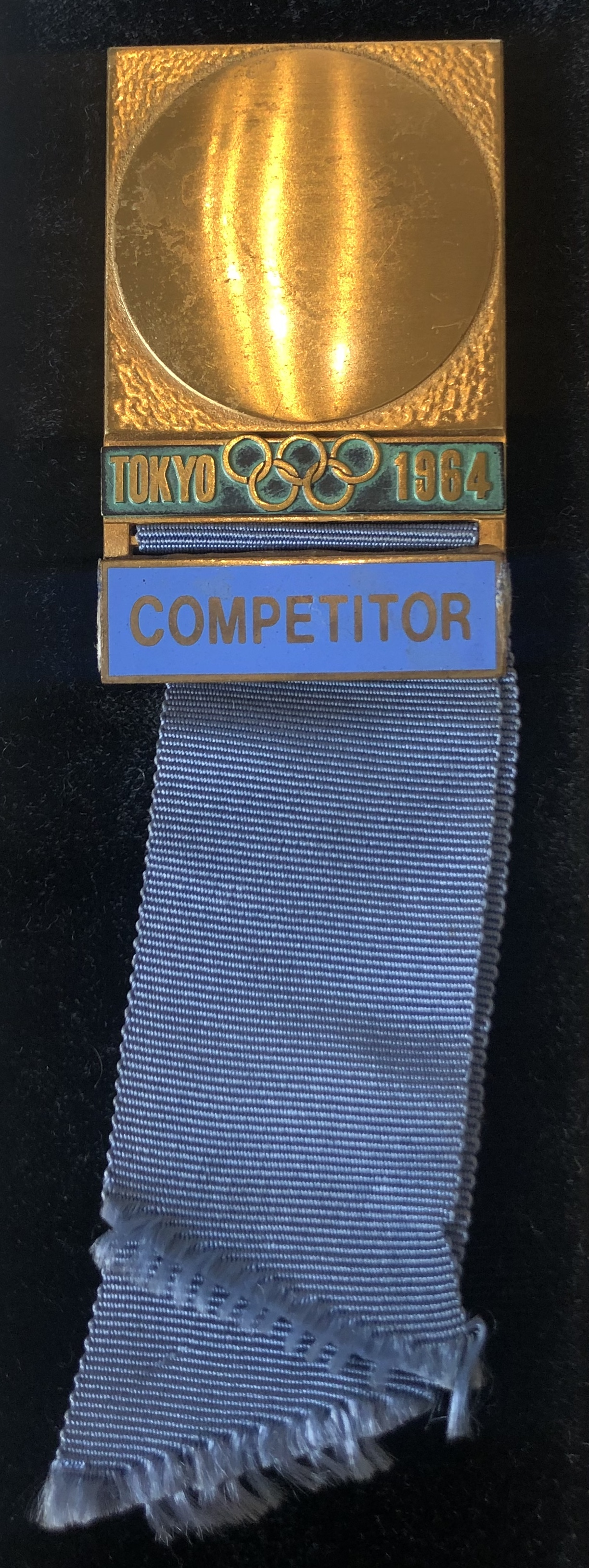

| Posizione | Paese         |   |   |   | Totale |
| --------- | ------------- | - | - | - | ------ |
| 1         | Germania      | 1 | 1 | 0 | 2      |
| 2         | Danimarca     | 1 | 0 | 1 | 2      |
| 3         | Australia     | 1 | 0 | 0 | 1      |
| 3         | Bahamas       | 1 | 0 | 0 | 1      |
| 3         | Nuova Zelanda | 1 | 0 | 0 | 1      |
| 6         | Stati Uniti   | 0 | 2 | 3 | 5      |
| 7         | Svezia        | 0 | 1 | 1 | 2      |
| 8         | Gran Bretagna | 0 | 1 | 0 | 1      |
| Totale    | Totale        | 5 | 5 | 5 | 15     |